# Хозяйственное ведение
Пра́во хозя́йственного веде́ния — производное от права собственности ограниченное вещное право юридических лиц-не собственников по хозяйственному и иному использованию имущества собственника, при котором государственное или муниципальное предприятие, которому имущество принадлежит на праве хозяйственного ведения, владеет, пользуется и распоряжается этим имуществом в пределах, установленных законом (ст. 294 ГК РФ).
При этом, собственник решает вопросы создания предприятия, определения предмета и целей его деятельности, его реорганизации и ликвидации, назначает директора (руководителя) предприятия, осуществляет контроль за использованием по назначению и сохранностью принадлежащего предприятию имущества.
Лицо, получившее имущество в хозяйственное ведение не вправе продавать принадлежащее ему на праве хозяйственного ведения недвижимое имущество, сдавать его в аренду, отдавать в залог, вносить в качестве вклада в уставный (складочный) капитал хозяйственных обществ и товариществ или иным способом распоряжаться этим имуществом без согласия собственника.

## История
Право хозяйственного ведения появилось в СССР в период перестройки, когда произошел поворот в сторону самостоятельности и хозяйственной независимости государственных предприятий. С 1 июля 1990 г. (вступление в силу Закона СССР"О собственности в СССР") государственные предприятия из оперативных управителей закрепленным за ними имуществом стали субъектами права полного хозяйственного ведения (ст. 24 Закона). Субъекты этого права, осуществляя его, должны были применять нормы о праве собственности, «если законодательными актами… не предусмотрено иное» (ч. 2 п. 1 ст. 24 Закона).
В настоящее время в России право хозяйственного ведения предусмотрено главой 19 Гражданского кодекса РФ. Право хозяйственного ведения значительно уже права собственности. Ограничение прав титульного владельца (обладателя права хозяйственного ведения) идет по линии ограничения правомочия распоряжения и пользования, поскольку правомочия владения реализуются предприятием достаточно полно — оно закрепляет переданное имущество на своем самостоятельном балансе.

## Субъекты
Субъектами права хозяйственного ведения могут быть только государственные или муниципальные унитарные предприятия. Такие предприятия именуются унитарными, поскольку их имущество является неделимым и не может быть распределено по вкладам, паям, долям, акциям. Имущество, переданное предприятию на праве хозяйственного ведения, выбывает из фактического обладания собственника-учредителя и зачисляется на баланс предприятия. Это имущество становится «распределенным», обособленным от имущества других лиц, в том числе и собственника, и служит базой самостоятельной имущественной ответственности предприятия.
Закрепляя имущество за предприятием, собственник передает ему часть своих полномочий. Вместе с тем в ст. 295 ГК определены права и самого собственника. Собственник имущества, то есть государство в целом или муниципальное образование, имеет право создать предприятие, назначить его директора, определить предмет и цели деятельности предприятия, реорганизовать и ликвидировать предприятие, осуществлять контроль за исполнением по назначению и сохранностью принадлежащего предприятию имущества, получать часть прибыли от использования имущества, находящегося в хозяйственном ведении. В свою очередь государственное и муниципальное предприятие не вправе без согласия собственника продавать недвижимое имущество, сдавать в аренду, отдавать в залог, вносить недвижимое имущество в качестве вклада в уставный (складочный) капитал хозяйственных обществ и товариществ и иным способом распоряжаться этим имуществом. Денежные средства и остальное имущество могут использоваться данными предприятиями по своему усмотрению. (а. 3 п. 5 Пост. Плен. ВС РФ и Плен. ВАС РФ от 29.04.2010 г. 10/22)
Право пользования осуществляется государственными и муниципальными предприятиями в соответствии с целями деятельности и назначением имущества. Однако собственник не может изымать используемое не по назначению имущество в качестве санкций, так как он не наделен этим правом, а также правом передавать в аренду либо иным образом распоряжаться имуществом, находящимся в хозяйственном ведении государственного (муниципального) предприятия (п. 40 Пост. Плен. ВС РФ и ВАС РФ № 6/8).
Определяя в ст. 294, 295 ГК правомочия унитарного предприятия по владению, пользованию и распоряжению государственным (муниципальным) имуществом, находящимся в хозяйственном ведении, законодатель не предусматривает обязательности заключения договоров между собственником соответствующего имущества и предприятием. Однако это не лишает стороны права такой договор заключить, конкретизировав в нем состав имущества, права, обязанности, ответственность сторон.